# Canal de Kaavinkoski
Le canal de Kaavinkoski (finnois : Kaavinkosken kanava) est un canal situé à la limite de Kaavi et de Tuusniemi en Finlande,.

## Description
Construit en 1915, le canal relie les lacs Rikkavesi et Kaavinjärvi. 
Le canal mesure 400 mètres de long.
Il accepte les bateaux de 7,1 mètres de large, un tirant d'eau de 1,5 mètre et une hauteur de mât de 5,5 mètres.  
Le canal fait partie de la voie navigable de  Juojärvi.
Le canal est traversé par la route de liaison 5720.